# Freddie Garrity
Freddie Garrity (Manchester, 14 november 1936 - Bangor (Wales), Noord-Wales, 19 mei 2006) was een Britse zanger van de Britse popgroep Freddie & the Dreamers uit Manchester die aan het begin van de jaren zestig diverse hits in de Merseybeat-stijl scoorde.
De band voerde in het begin van hun carrière een dans, de Freddie, uit waarbij onder andere de onderbenen beurtelings haaks naar achteren werden bewogen. Aangezien daarbij de aderen en spataderen achter de knieën zwaar belast worden, kon Freddie Garrity, die aan een aandoening aan zijn bloedvaten leed, niet anders doen dan daarbij verstek te laten gaan en uiteindelijk de band te verlaten.
Garrity was mede verantwoordelijk voor de hit I'm telling you now uit 1965.
Hij overleed op 69-jarige leeftijd aan de gevolgen van een longemfyseem, een trombose in de longen.